# Salto con gli sci ai V Giochi olimpici invernali
Nel salto con gli sci ai V Giochi olimpici invernali fu disputata una sola gara, il 7 febbraio, riservata agli atleti di sesso maschile. Le medaglie assegnate furono ritenute valide anche ai fini dei Campionati mondiali di sci nordico 1948.

## Risultati
Sull'Olympiaschanze gareggiarono 49 atleti di 14 diverse nazionalità, che effettuarono due salti con valutazione della distanza e dello stile. Per la prima volta lo stile fu valutato da cinque giudici, con l'eliminazione dei punteggi più alto e più basso; fino ad allora si esprimevano tre giudici e nessuna valutazione veniva scartata. Al termine del primo salto la classifica era guidata dal finlandese Matti Pietikäinen davanti ai norvegesi Petter Hugsted, Birger Ruud (ormai trentaseienne e subentrato appena il giorno, su pressione degli organizzatori e della FIS, a Georg Thrane) e Thorleif Schjelderup. Nel secondo salto Pietikäinen fu sopravanzato da tutti e tre i norvegesi.
| Pos.    | Atleta                              | Nazione        | Metri    | Metri    | Punti |
| Pos.    | Atleta                              | Nazione        | 1º salto | 2º salto | Punti |
| ------- | ----------------------------------- | -------------- | -------- | -------- | ----- |
| Oro     | Alf Petter Hugsted                  | Norvegia       | 65,0     | 70,0     | 228,1 |
| Argento | Birger Ruud                         | Norvegia       | 64,0     | 67,0     | 226,6 |
| Bronzo  | Thorleif Schjelderup                | Norvegia       | 64,0     | 67,0     | 225,1 |
| 4       | Matti Pietikäinen                   | Finlandia      | 69,5     | 69,0     | 224,6 |
| 5       | Gordon Wren                         | Stati Uniti    | 68,0     | 68,5     | 222,8 |
| 6       | Leo Laakso                          | Finlandia      | 66,0     | 69,5     | 221,7 |
| 7       | Asbjørn Ruud                        | Norvegia       | 58,0     | 67,5     | 220,2 |
| 8       | Aatto Pietikäinen                   | Finlandia      | 69,0     | 68,0     | 216,4 |
| 9       | Fritz Tschannen                     | Svizzera       | 64,5     | 66,0     | 214,8 |
| 10      | Hans Zurbriggen                     | Svizzera       | 61,0     | 67,0     | 214,0 |
| 11      | Evert Karlsson                      | Svezia         | 65,5     | 68,0     | 212,2 |
| 12      | Sverre Fredheim                     | Stati Uniti    | 66,0     | 65,0     | 210,1 |
| 13      | Willy Klopfenstein                  | Svizzera       | 60,0     | 62,5     | 209,3 |
| 14      | Vilhelm Hellman                     | Svezia         | 57,5     | 65,0     | 208,1 |
| 15      | Joseph Perrault                     | Stati Uniti    | 61,0     | 67,0     | 207,0 |
| 16      | Miloslav Bělonožník                 | Cecoslovacchia | 61,0     | 60,0     | 203,9 |
| 17      | Andreas Däscher                     | Svizzera       | 61,0     | 61,0     | 203,8 |
| 18      | Bruno Da Col                        | Italia         | 65,5     | 66,0     | 201,2 |
| 19      | Hubert Hammerschmied                | Austria        | 61,0     | 63,0     | 199,8 |
| 20      | Zdeněk Remsa                        | Cecoslovacchia | 59,0     | 61,5     | 198,6 |
| 21      | Jaroslav Lukeš                      | Cecoslovacchia | 58,0     | 60,5     | 198,5 |
| 22      | Arsène Lucchini                     | Francia        | 62,5     | 65,5     | 198,0 |
| 23      | Karel Klančnik                      | Jugoslavia     | 58,0     | 65,5     | 197,2 |
| 24      | Gregor Höll                         | Austria        | 60,0     | 62,5     | 195,8 |
| 25      | James Couttet                       | Francia        | 54,5     | 58,0     | 194,3 |
| 26      | Régis Charlet                       | Francia        | 58,0     | 59,5     | 193,7 |
| 27      | Stanisław Marusarz                  | Polonia        | 59,0     | 59,0     | 192,8 |
| 28      | Anton Wieser                        | Austria        | 59,0     | 61,5     | 192,1 |
| 29      | Josef Císař                         | Cecoslovacchia | 59,0     | 62,0     | 189,4 |
| 30      | Józef Daniel Krzeptowski            | Polonia        | 54,5     | 55,0     | 188,9 |
| 31      | Jean Monnier                        | Francia        | 56,0     | 60,0     | 188,5 |
| 32      | Franc Pribošek                      | Jugoslavia     | 54,5     | 57,0     | 187,4 |
| 33      | Jan Kula                            | Polonia        | 49,0     | 59,0     | 184,5 |
| 34      | Ferenc Hemrik                       | Ungheria       | 53,0     | 61,0     | 183,3 |
| 35      | Helmut Hadwiger                     | Austria        | 51,0     | 56,5     | 181,4 |
| 36      | Jan Gąsienica Ciaptak               | Polonia        | 53,0     | 61,0     | 180,8 |
| 37      | Jónas Ásgeirsson                    | Islanda        | 57,0     | 59,5     | 179,8 |
| 38      | Aldo Trivella                       | Italia         | 41,5     | 59,0     | 176,6 |
| 39      | William Irwin                       | Canada         | 56,0     | 54,0     | 175,1 |
| 40      | Nils Lundh                          | Svezia         | 61,5     | 66,0     | 152,7 |
| 41      | Janez Polda                         | Jugoslavia     | 63,5     | 71,0     | 145,2 |
| 42      | Walter Bietila                      | Stati Uniti    | 61,0     | 64,0     | 142,9 |
| 43      | Janko Mežik                         | Jugoslavia     | 61,0     | 62,0     | 136,9 |
| 44      | Tormod Mobraaten                    | Canada         | 59,0     | 58,0     | 135,9 |
| 45      | Igino Rizzi                         | Italia         | 57,0     | 57,0     | 131,7 |
| 46      | Laurent Bernier                     | Canada         | 58,0     | 54,5     | 129,3 |
| -       | Erik Lindström\|align=left\| Svezia | DNF            |          |          |       |
| -       | Erkki Rajala                        | Finlandia      | DNF      |          |       |
| -       | Pál Ványa                           | Ungheria       | DNF      |          |       |

## Medagliere
| Posizione | Paese    |   |   |   | Totale |
| --------- | -------- | - | - | - | ------ |
| 1         | Norvegia | 1 | 1 | 1 | 3      |
| Totale    | Totale   | 1 | 1 | 1 | 3      |